# 丝叶紫堇
丝叶紫堇（学名：Corydalis filisecta）为罂粟科紫堇属下的一个种。

## 扩展阅读
- 維基物種上的相關：丝叶紫堇